# Olekszandr Olekszandrovics Alijev
Olekszandr Olekszandrovics Alijev (ukránul: Олександр Олександрович Алієв; Habarovszk, 1985. február 3. –) ukrán válogatott labdarúgó, jelenleg a Dinamo Kijiv játékosa, de kölcsönben a Dnyipro Dnyipropetrovszkban szerepel. Posztját tekintve támadó-középpályás.

## Pályafutása

### Klubcsapatokban
Pályafutását az FK Boriszfen utánpótlás csapatainál kezdte. 2002-ben csatlakozott a Dinamo Kijivhez. Kezdetben a második számú csapatban kapott lehetőséget, ahol meglehetősen sikeres volt. A 2005–2006-os idényt a Metalurh Zaporizsja játékosaként töltötte és sikerült csapatát az Ukrán kupa döntőjébe vezetnie. Miután lejárt a kölcsönszerződése visszatért a Dinamóhoz, de ekkor már az első csapatnál számoltak vele. A bajnokok ligája 2008–2009-es sorozatában kulcsszerepet vállalt csapata szereplésében. A 2009–2010-es bajnoki idényben a Vorszkla Poltava elleni szuperkupa mérkőzésen megsérült és több hónapra kidőlt. A téli átigazolási időszakban leigazolta a orosz Lokomotyiv Moszkva. 2011-ben ismét a Dinamo Kijiv játékosa lett, majd 2012-től kölcsönben a Dnyipro Dnyipropetrovszk együttesét erősíti.

### Válogatottban
Részt vett a Hollandiában rendezett 2005-ös U20-as világbajnokságon. A tornán 5 gólt szerezve a legeredményesebb játékosok között végzett. Az U21-es válogatott tagjaként a 2006-os U21-es labdarúgó-Európa-bajnokság döntőjébe jutottak.
A felnőtt nemzeti csapatban 2008. szeptember 3-án debütálhatott egy Fehéroroszország elleni világbajnoki selejtezőn.
Az Európa-bajnoki keretszűkítést követően a szövetségi kapitány Oleh Blohin nevezte őt a 2012-es Eb-re készülő 23 fős keretébe.

#### Góljai a válogatottban
| #  | Dátum               | Esemény             | Ellenfél   | Eredmény | Végeredmény | Kiírás     |
| -- | ------------------- | ------------------- | ---------- | -------- | ----------- | ---------- |
| 1. | 2010. május 25.     | Harkiv, Ukrajna     | Litvánia   | 4–0      | Gy          | Barátságos |
| 2. | 2010. május 25.     | Harkiv, Ukrajna     | Litvánia   | 4–0      | Gy          | Barátságos |
| 3. | 2010. május 29.     | Lviv, Ukrajna       | Románia    | 3–2      | Gy          | Barátságos |
| 4. | 2010. augusztus 11. | Doneck, Ukrajna     | Hollandia  | 1–1      | D           | Barátságos |
| 5. | 2010. szeptember 7. | Kijev, Ukrajna      | Chile      | 2–1      | Gy          | Barátságos |
| 6. | 2011. október 11,   | Tallinn, Észtország | Észtország | 0–2      | Gy          | Barátságos |

## Sikerei, díjai
Dinamo Kijiv
- Ukrán bajnokság (2): 2006–07, 2008–09
- Ukrán kupa (1): 2006–07